# 200 (število)
200 (dvé stó) je naravno število, za katero velja 200 = 199 + 1 = 201 - 1.
Sestavljeno število
Harshadovo število
200 lahko zapišemo kot vsoto kvadratov dveh števil na dva načina: {\displaystyle 200=14^{2}+2^{2}=10^{2}+10^{2}}